# Rapsmethylester
Rapsmethylester (RME; auch Rapsöl-Methylester oder umgangssprachlich Rapsdiesel) ist ein Gemisch von Methylestern, das aus gesättigten und ungesättigten Fettsäuren mit jeweils 16 bis 18 Kohlenstoffatomen besteht. Durch die chemische Umsetzung von raffiniertem Rapsöl mit Methanol wird Rapsmethylester als klare, dünnflüssige, brennbare und in Wasser unlösliche Flüssigkeit gewonnen. In Europa stellt der aus Raps gewonnene RME den größten Anteil des Biodiesels. RME auf Basis von Vollraffinaten wird auch als Lösungsmittel in der industriellen Produktion verwendet.

## Herstellung
Unter Zugabe von Methanol zum Rapsöl in Umesterungsanlagen entsteht durch eine katalytische Reaktion der Rapsmethylester; als weiteres Produkt fällt Rohglycerin an, das durch weitere Reinigung und Destillation unter anderem zu Pharmaglycerin verarbeitet wird. Die RME-Bildung erfolgt nach folgender Reaktionsgleichung:

### Vorbehandlung des Rapsöls
Nach der Anlieferung der Ausgangs- und Hilfsprodukte wird das eingesetzte Rapsöl gereinigt. Zunächst wird das Rohöl durch Zugabe von Phosphorsäure unter Abspaltung von Phosphatiden entsäuert. Dabei entstehen Schleimstoffe, die sogenannte Rapsseife, die mit Hilfe einer Zentrifuge vom Öl getrennt wird. In der nächsten Prozessstufe wird die restliche Seife aus dem neutralisierten Öl ausgewaschen und anschließend in einem Vakuumtrockner getrocknet. Bevor das Rohöl in eine Waschzentrifuge gegeben wird, wird Natronlauge zugegeben. Auf diese Weise werden die zuvor zugegebene Phosphorsäure und die restlichen Fettsäuren vollständig neutralisiert. Im Anschluss an das Zentrifugieren werden in einem Separator die Schleimstoffe abgetrennt.

### Umesterungsprozess

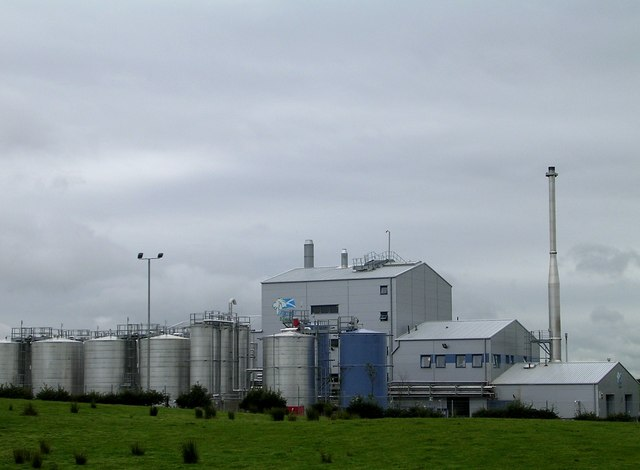
Umesterungsanlage in Motherwell, Schottland

Der Hauptprozess der RME-Herstellung, die Umesterung, beruht auf der chemischen Reaktion von Triglyceriden mit Methanol zu Methylestern und Glycerin, die in Gegenwart eines alkalischen Katalysators beschleunigt verläuft. Die Umesterung findet in zwei hintereinandergeschalteten Reaktoren statt, die jeweils mit verschiedenen Reaktionskammern versehen sind, um eine möglichst hohe Umsetzung zu Methylestern zu erzielen. Den Reaktoren wird parallel sowohl Methanol als auch der Katalysator Natriummethylat zugeführt. Bei Normaldruck und Temperaturen um 60 °C im 1. Reaktor und etwa 50 °C im 2. Reaktor werden die Esterbindungen der Triglyceride des Rapsöls gespalten. Mit Hilfe von Phasentrennern lassen sich RME und Glycerin aufgrund der unterschiedlichen Dichte voneinander trennen.

### Reinigung des Produktes
Die Phase mit dem Ester enthält weiterhin Methanol, Glycerin, Katalysatoren, Seifen und weitere Komponenten. Die wasserlöslichen Stoffe werden durch einen Waschvorgang unter Zugabe von Katalysatoren wie Schwefel- oder Salzsäure entfernt, bevor der RME dann in Vakuumtrocknern getrocknet wird und schließlich zur wirtschaftlichen Verwertung zur Verfügung steht. Das verbleibende freie Methanol wird aufgearbeitet und dem Prozess erneut zugeführt, das abgetrennte Glycerin als Koppelprodukt wird ebenfalls aufbereitet.

## Einsatzgebiete
RME weist eine deutlich geringere Viskosität als unbehandeltes Rapsöl auf; daher  kann es als Biodiesel anstelle mineralischen Dieselkraftstoffs verwendet werden, ohne dass der Motor angepasst werden muss. Allerdings müssen die mit Kraftstoff in Kontakt kommenden Kunststoffteile gegenüber Biodiesel beständig sein. Der in Deutschland hergestellte Biodiesel wird zu rund 80 % aus Rapsöl hergestellt, zu 20 % aus Sojaöl (Sojamethylester).
Bei der Herstellung von Motor- und Getriebegehäusen im Automobilbau werden Gussformen verwendet, die aus Formsand und Harzen hergestellt werden. Für dieses sog. Cold-Box-System kann RME in größerem Maßstab als Bindemittel der Harzkomponente verwendet werden. Dadurch lassen sich Emissionen problematischer Lösemittel der BTX-Fraktion (Benzol, Toluol und Xylol) verringern; weiterhin soll der RME-Einsatz auch zu technischen Vorteilen gegenüber den herkömmlichen Cold-Box-Systemen führen.
RME könnte in Zukunft bei Durchschreibepapieren als Ersatz für andere Lösemittel für die nötige Farbreaktion sorgen, aber zum Beispiel auch als Verbindungsmaterial im Straßenbau eingesetzt werden.